# Shuolong
Shuolong (kinesiska: 硕龙镇, 硕龙) är en köping i Kina. Den ligger i den autonoma regionen Guangxi, i den södra delen av landet, omkring 150 kilometer väster om regionhuvudstaden Nanning. Antalet invånare är 10540. Befolkningen består av 5 092 kvinnor och 5 448 män. Barn under 15 år utgör 18,0 %, vuxna 15-64 år 68 %, och äldre över 65 år 12,0 %.
Genomsnittlig årsnederbörd är 1 793 millimeter. Den regnigaste månaden är juni, med i genomsnitt 329 mm nederbörd, och den torraste är februari, med 25 mm nederbörd.